# Myrsine wawraea
Myrsine wawraea là một loài thực vật có hoa trong họ Anh thảo. Loài này được (Mez) Hosaka mô tả khoa học đầu tiên năm 1940.